# Gnadochaeta crudelis
Gnadochaeta crudelis är en tvåvingeart som först beskrevs av Christian Rudolph Wilhelm Wiedemann 1830.  Gnadochaeta crudelis ingår i släktet Gnadochaeta och familjen parasitflugor.
Artens utbredningsområde är Florida. Inga underarter finns listade i Catalogue of Life.